# 적화통일
적화통일(赤化統一, Red-colored unification)이란 분단국가에서 공산국가 측의 주도로 분단의 상대방 정부를 전복·흡수하여 공산주의 통일을 하는 것을 말한다. 대한민국 국민들 입장에선 기존에 누리던 풍요, 문화, 자유가 모두 박탈되며, 북한 국민들 입장에선 기존에 품었던 자유의 희망이자 꿈인 대한민국 주도의 통일은 물건너가고 앞으로 영원히 백두혈통이라 일컫는 김씨일가와 조선로동당의 노예로 전략하게 되는 최악의 시나리오로 요약된다. 1975년 베트남의 공산통일이 대표적이자 유일한 예이며, 조선민주주의인민공화국이 1950년에 일으킨 한국 전쟁 역시 대표적인 적화통일 시도(試圖)의 예이다.

## 한반도의 적화통일론
대한민국 대법원은 "남·북한의 정상 사이에 회담이 성사되고, 남·북한 사이의 교류와 협력이 이루어지고 있다고 하더라도 지금의 현실로는 북한이 여전히 대한민국과 대치하면서 대한민국의 자유민주주의 체제를 전복하고자 하는 적화통일노선을 완전히 포기하였다는 명백한 징후를 보이지 않고 있는 이상, 북한은 조국의 평화적 통일을 위한 대화와 협력의 동반자임과 동시에 적화통일노선을 고수하면서 우리의 자유민주의 체제를 전복하고자 획책하는 반국가단체의 성격도 아울러 가지고 있다"고 판시하고 있다.

## 같이 보기
- 국공 내전
- 베트남 전쟁
- 한국 전쟁
- 마오쩌둥
- 호찌민
- 김일성
- 김정일
- 평화통일
- 김정은
- 주체사상파
- 한반도 평화협정